# 奧普里紹爾鄉
44°17′N 23°05′E / 44.283°N 23.083°E
奧普里紹爾鄉（羅馬尼亞語：Comuna Oprișor, Mehedinți），是羅馬尼亞的鄉份，位於該國西南部，由梅赫丁茨縣負責管轄，面積70平方公里，海拔高度222米，2007年人口2,769，人口密度每平方公里39人。